# Клетка за птици
„Клетка за птици“ (на английски: The Birdcage) е американски филм, комедия от 1996 година. Режисьор на филма е Майк Никълс, а в главните роли участват Робин Уилямс и Нейтън Лейн. Филмът е направен на основата на френския филм от 1978 година Cage aux Folles (Клетка за чудаци) на Жан Поаре и Франсис Вебер.

## Сюжет
Във филма се разказва за двама гейове, които притежават гей клуб и имат син на 20 години, който е резултат от краткотрайна връзка на единия от тях. Клубът носи името „Клетка за птици“. Синът има намерение да се жени. Момичето е дъщеря на сенатор от Републиканската партия и е отгледана в консервативно и традиционно семейство. Всички се опитват да скрият от сенатора и жена му, че родителите на момчето, чието име е Вал, са хомосексуалисти. Възникват комични ситуации, изобретателни и гениални идеи, ненадейни срещи и други подобни. В крайна сметка побеждава любовта и филмът завършва със сватбата на Вал и дъщерята на сенатора.
Това е един от най-успешните филми на тази тематика.

## В ролите
| Изпълнител       | Роля               |
| ---------------- | ------------------ |
| Робин Уилямс     | Арманд Голдмън     |
| Нейтън Лейн      | Албърт             |
| Джийн Хекман     | Сенатор Кевин Кили |
| Даян Уийст       | Луиза Кили         |
| Дан Футерман     | Вал Голдмън        |
| Ханк Азария      | Агадор             |
| Калиста Флокхарт | Барбара Кили       |
| Кристин Барански | Катрин Арчър       |
| Том МакГауен     | Хари Редмън        |